# Ben Roelants
Ben Roelants (8 december 1980) is een Vlaams televisiemaker en presentator.

## Biografie
Ben Roelants studeerde communicatiewetenschappen aan de Vrije Universiteit Brussel en ging daarna aan de slag als journalist bij de regionale zender TV Brussel. Daar stond hij in voor het TV Brussel-nieuws, sportmagazine, Europees magazine en jongerenmagazine 'Bende Van Brussel'. Later trok hij naar productiehuis Jok Foe, waar hij onder leiding van Goedele Liekens de redactie verzorgde van het VTM-programma Recht Van Antwoord. Kort daarop maakte Roelants de stap naar de Vlaamse Media Maatschappij als presentator op jongerenzender JIM. Daar presenteerde hij sinds het begin het filmmagazine MovieSnackx en het programma dat alle dj's en events behandelt: Going Out.
Hij presenteerde op VRT's Radio Donna, waar hij vanaf 14 mei 2007 te horen was. Vanaf juli 2007 presenteerde hij om de twee weken Summerclub, later Donna weekend en om de twee weken Hitclub. Na gewerkt te hebben voor een jongerenzender wilde Ben een breder publiek aanspreken. Daarom presenteerde hij ook Junior Eurosong vanaf september 2007 op Eén, ook in de jaren erna. Na de restyling van Donna presenteerde hij samen met Thibaut Renard 'Stereo Spécial' van maandag tot donderdag tussen 20 en 23 uur. Daarnaast dook hij sporadisch op als filmrecensent in het magazine De Zevende Dag.
Sinds mei 2008 werd Roelants ingeschakeld als een van de vaste binnen- en buitenlandreporters in Vlaanderen Vakantieland op Eén.
In het najaar van 2008 bracht hij tevens samen met Saartje Vandendriessche het programma De Naaktkalender op de buis, waarin zij één keer voor de generiek en in elke aflevering bij twee teams uitgebreid naakt gingen tijdens fotosessies voor goede doelen met bekende fotografen.
In 2009 werd hij vervanger bij VRT-radiozender MNM, waar hij in het voorjaar en in de zomer sporadisch eens een programma presenteerde. Ook in de kerstvakantie was hij te horen en in de zomer van 2010 presenteerde hij afwisselend MNM SuMNMertime in het weekend. In april 2009 presenteerde hij op Ketnet de derde editie van Ketnetpop.
In 2013 kreeg Roelants samen met regisseur Marijne Bruggeman de Aad Struijs Persprijs, een vakprijs voor Nederlandstalige reisjournalistiek, met name Hip Londen, een Vlaanderen Vakantieland-reportage.
In 2013 was Roelants presentator van het Eén-programma De televisieroute, waarin hij reportages maakte uit de geschiedenis van 60 jaar televisie. In 2014 presenteert hij een rubriek in het Eén-programma 1000 zonnen.
Nadat Vlaanderen Vakantieland werd stopgezet, ging Roelants aan de slag als reporter bij Koppen. Dat najaar toert hij met de theatervoorstelling Ben van de wereld, dat is opgebouwd rond anekdotes uit Vlaanderen Vakantieland.
In juni 2016 startte Roelants als regisseur bij het consumentenprogramma Voor hetzelfde geld.
In 2017 verliet hij de VRT en ging aan de slag bij themazender Evenaar. De reisreportages van Roelants die daarvoor al verschenen op de sites van Het Nieuwsblad, Het Belang van Limburg en Gazet van Antwerpen verschenen sindsdien ook onder de vlag van Evenaar. Sindsdien verscheen onder die noemer een wekelijkse column van Roelants.
In 2022 werd hij presentator van het zomerprogramma Benny Holiday op radiozender Nostalgie.
Buiten zijn job als presentator verzorgt Ben Roelants als dj de muziek op de Push It-avonden van Dj Prinz in de Antwerpse club Café d'Anvers.
Roelants heeft een dochter (2009) en twee zonen (2011 en 2024).